# بکی اسکات
بکی اسکات (انگلیسی: Beckie Scott; ۱ اوت ۱۹۷۴ – ) اسکی‌باز صحرانوردی اهل کانادا بود.